# Bindingsværk
Bindingsværk er en bygningskonstruktion, som var almindelig fra oldtiden til omkring 1920. I Danmark er de ældste bevarede bindingsværk fra 1500-tallet og var almindelig byggeri frem til 1800-tallets afslutning. Rammer af tømmer "bindes" og udfyldes med murværk, lerklining, bulværk eller lignende. Feltet mellem tømmerstykkerne kaldes et tavl. Bindingsværk udføres som fag; moduler.
Bindingsværksbygninger kan opføres i op til syv stokværk, svarende til seks etager plus stuen; det er dog meget sjældent med mere end fem stokværk.
Brandfaren ved bindingsværk medførte, at man fra 1700-tallet i mange byer krævede, at facaden mod gaden skulle opføres i grundmur, dvs. af murværk fra kælder til kvist; facaden mod gården, gavle og indvendige bærende vægge var ofte stadigvæk i bindingsværk.
|  |